# Port lotniczy Haapsalu
Port lotniczy Haapsalu – lotnisko znajdujące się w miejscowości Haapsalu (Estonia). Obsługuje połączenia krajowe.